# Alchemilla pseudomicans
Alchemilla pseudomicans é uma espécie de rosácea do gênero Alchemilla, pertencente à família Rosaceae.